# Botou
Botou (chinesisch 泊头市, Pinyin Bótóu Shì) ist eine kreisfreie Stadt im Verwaltungsgebiet der bezirksfreien Stadt Cangzhou in der nordchinesischen Provinz Hebei. Die Fläche beträgt 1.015 Quadratkilometer und die Einwohnerzahl 584.308 (Stand: Zensus 2010).
Der Politiker Jia Qinglin wurde in ihr geboren.
Die Moschee zu Botou (Botou qingzhensi) zählt zu ihren Sehenswürdigkeiten.